# Sauropodomorpha
Sauropodomorpha je bila grupa dugovratih dinosaura biljoždera koji su hodali na četiri noge i koji su bili najveće kopnene životinje ikada.

## Opis
Pripadnici Sauropodomorpha bili su prilagođeni bršćenju mnogo višeg drveća nego ijedan drugi tadašnji biljožder. Ovu strategiju hranjenja podržavaju mnoge druge njihove osobine, kao što su: lagana i malena lubanja, dug vrat (s deset ili više vratnih kralježaka) i dug rep koji je služio kao protuteža (s jednim do tri dodatna repna kralješka).
Njihovi zubi su bili slabi i oblika žlice ili lista. Umjesto da žvaču hranu u ustima, u stomaku su imali kamenje za drobljenje hrane (gastrolite), slično kao i današnje ptice i krokodili. Prednji dio gornje čeljusti krivio se u nešto što je moglo biti kljun.
Najstariji pripadnik Sauropodomorpha, Saturnalia, bio je malen i vitak (dug oko 1,5 m), ali krajem trijasa bili su najveći dinosauri svog doba, a nastavili su rasti i tijekom jure i krede. Najveći sauropodi poput  Supersaurusa, Diplodocus halloruma i Argentinosaurusa dostizali su 30-40 metara dužine i 60 000-100 000 kilograma težine.
U početku dvonošci, kako se njihova veličina povećavala oni su postali četveronošci. Prvi sauropodi su najvjerojatnije bili svežderi jer je njihov zajednički predak s teropodima bio mesožder. Tako je prelazak na ishranu biljem išao ruku pod ruku s povećavanjem veličine i dužine vrata.
Pripadnici Sauropodomorpha su također imali velike nosnice. Zadržali su i palac s velikom pandžom, koju su možda koristili za obranu, iako je njihova glavna odbrana bila njihova veličina.

## Rasprostranjenost
Među prvim dinosaurima koji su evoluirali u kasnom trijasu, prije oko 230 milijuna godina, oni su postali dominantni biljožderi polovinom kasnog trijasa. Broj im se smanjio tijekom rane krede, ali to je najvjerojatnije zapravo odstupanje u skupljanju fosila jer je većina fosila sauropoda pronađena u Europi i Sjevernoj Americi. Sauropodi su još uvijek bili dominantni biljožderi na prostorima Gondwane. Širenje biljaka cvjetnjača i "naprednih" pripadnika Ornithischia, još jedne velike grupe dinosaura biljoždera (poznatih po vrlo razvijenim mehanizmima za žvakanje), vjerojatno nisu glavni faktor u smanjenju broja sauropoda na sjevernim kontinentima. Kao i svi ostali dinosauri, pripadnici Sauropodomorpha su izumrli prije 65 milijuna godina.
Najstariji pripadnik ovog podreda, Saturnalia, otkriven je 1999. godine, potiče iz ranog perioda kasnog trijasa. Međutim, nepotpuni ostaci s Madagaskara možda predstavljaju još starijeg sauropoda iz srednjeg trijasa.

## Klasifikacija
Sauropodomorpha je jedan od dva velika kladusa u redu Saurischia. Sestrinska grupa sauropoda, teropodi, uključuje dvonožne mesoždere poput Velociraptora i Tyrannosaurusa, ali i ptice. Međutim, pripadnici Sauropodomorpha također dijele brojne osobine s pticokukima, i stoga ih sve jedan manji dio paleontologa kao što je Bakker svrstava u Phytodinosauria (ili Ornithischiformes).
U Linneovoj taksonomiji, Sauropodomorpha (što znači "oblici s gušterskim stopalima") je ili podred ili nema statusa. Prvi ga je osnovao Friedrich von Huene 1932. godine i podijelio ga je u dvije grupe: početne oblike u Prosauropoda, a njihove potomke u Sauropoda.
Nedavne filogenetičke analize koje je napravio Adam Yates (2004., 2006.) svrstavaju Sauropoda u parafiletični infrared Prosauropoda. Uz to, otkrića sauropoda iz perioda kasnog trijasa pokazuju da između sauropoda i "prosauropoda" ne postoji nikakav jaz.
Dokazi protiv podrijetla sauropoda unutar Prosauropoda dolazi od činjenice da su prosauropodi imali manji vanjski prst na zadnjim sstopalima nego sauropodi. Mnogi smatraju da je tijekom evolucije lakše da se prst smanji ili izgubi nego obrnuto, ali za ovo ne postoje dokazi. Produžavanje ili dobivanje dodatnih prstiju je često kod morskih gmazova, a kod teropoda se produžavanje prstiju dogodilo barem jednom. Prema tome, korištenje ovih dokaza protiv prosauropoda kao predaka je upitno.
Dok se pripadnici Sauropodomorpha još uvijek grupiraju u prosauropode ili sauropode radi prikladnosti, većina današnjih šema klasifikacije dijeli prosauropode na oko šest grupa koje su evoluirale odvojeno od jednog ili više zajedničkih predaka. Iako imaju brojne slične osobine, evolucijski uvjet za hranjenje na visokom drveću je možda izazvao konvergentnu evoluciju (kada više sličnih osobina evoluira odvojeno zbog istog evoluijskog pritiska), umjesto da su naslijedili osobine od jednog zajedničkog pretka.
Budući da se danas preferira da se grupe sastoje od svih potomaka istog pretka (kladus), umjesto više grupa koje ne uključuju neke potomke tog pretka (parafilija), Prosauropoda je nepopularna osim kao neformalna skupina primitivnih sauropoda. Međutim, neki kao što je Michael Benton smatraju da su prosauropodi i sauropodi različite grupe potekle od jednog zajedničkog gmazokukog pretka. Iako je ovo pogled manjine, podržan slabim dokazima, ima dosta podrške za maleni, monofiletični kladus Prosauropoda koji sadrži manji dio njegovih prijašnjih pripadnika.
Saturnalia je imala zube, kralješnicu, zdjelicu i noge prosauropoda, ali nije imala ni jednu osobinu jedinstvenu za sauropode. To daje podršku teoriji parafilije prosauropoda, s obzirom na to da je Saturnalia najstariji pripadnik Sauropodomorpha. Međutim, ona nema neke osobine vezane za Sauropodomorpha; ali, kako je ona najstarija vrsta, to i nije iznenađujuće. Prijedlog da se nedostatak nekih osobina kod vrste Saturnalia koje su naslijedili sauropodi može uzeti kao dokaz da je Sauropodomorpha polifiletična grupa još uvijek nije dokazan niti jednom kladističkom analizom.

### Taksonomija
Taksonomija sauropoda prema Bentonu, 2004.
- Podred Sauropodomorpha
  - Panphagia[3]
  - Saturnalia?
  - Thecodontosaurus
  - Infrared Prosauropoda
    - Porodica Massospondylidae
    - Porodica Plateosauridae
    - Porodica Riojasauridae

  - Infrared Sauropoda
    - Porodica Vulcanodontidae
    - Porodica Omeisauridae
    - Divizija Neosauropoda
      - Porodica Cetiosauridae
      - Porodica Diplodocidae
      - Poddivizija Macronaria
        - Porodica Camarasauridae
        - Infradivizija Titanosauriformes
          - Porodica Brachiosauridae
          - Kohorta Somphospondyli
            - Porodica Euhelopodidae
            - Porodica Titanosauridae

### Filogenija
Sljedeći kladogram je pojednostavljen prema onome predstavljenome u drugom izdanju The Dinosauria.
|  | ?Anchisauridae    |
|  |                   |
|  | ?Melanorosauridae |
|  |                   |

|  | Massospondylidae |
|  |                  |
|  | Yunnanosauridae  |
|  |                  |
|  | Plateosauridae   |
|  |                  |

|  | ?Anchisauridae    |
|  |                   |
|  | ?Melanorosauridae |
|  |                   |

|  | Massospondylidae |
|  |                  |
|  | Yunnanosauridae  |
|  |                  |
|  | Plateosauridae   |
|  |                  |

|            | Diplodocoidea                                                    |
|            |                                                                  |
| Macronaria | \| \| Brachiosauridae \| \| \| \| \| \| Titanosauria \| \| \| \| |
|            | \| \| Brachiosauridae \| \| \| \| \| \| Titanosauria \| \| \| \| |
|            | Brachiosauridae                                                  |
|            |                                                                  |
|            | Titanosauria                                                     |
|            |                                                                  |

|  | Brachiosauridae |
|  |                 |
|  | Titanosauria    |
|  |                 |

|            | Diplodocoidea                                                    |
|            |                                                                  |
| Macronaria | \| \| Brachiosauridae \| \| \| \| \| \| Titanosauria \| \| \| \| |
|            | \| \| Brachiosauridae \| \| \| \| \| \| Titanosauria \| \| \| \| |
|            | Brachiosauridae                                                  |
|            |                                                                  |
|            | Titanosauria                                                     |
|            |                                                                  |

|  | Brachiosauridae |
|  |                 |
|  | Titanosauria    |
|  |                 |

|  | ?Anchisauridae    |
|  |                   |
|  | ?Melanorosauridae |
|  |                   |

|  | Massospondylidae |
|  |                  |
|  | Yunnanosauridae  |
|  |                  |
|  | Plateosauridae   |
|  |                  |

|  | ?Anchisauridae    |
|  |                   |
|  | ?Melanorosauridae |
|  |                   |

|  | Massospondylidae |
|  |                  |
|  | Yunnanosauridae  |
|  |                  |
|  | Plateosauridae   |
|  |                  |

|            | Diplodocoidea                                                    |
|            |                                                                  |
| Macronaria | \| \| Brachiosauridae \| \| \| \| \| \| Titanosauria \| \| \| \| |
|            | \| \| Brachiosauridae \| \| \| \| \| \| Titanosauria \| \| \| \| |
|            | Brachiosauridae                                                  |
|            |                                                                  |
|            | Titanosauria                                                     |
|            |                                                                  |

|  | Brachiosauridae |
|  |                 |
|  | Titanosauria    |
|  |                 |

|            | Diplodocoidea                                                    |
|            |                                                                  |
| Macronaria | \| \| Brachiosauridae \| \| \| \| \| \| Titanosauria \| \| \| \| |
|            | \| \| Brachiosauridae \| \| \| \| \| \| Titanosauria \| \| \| \| |
|            | Brachiosauridae                                                  |
|            |                                                                  |
|            | Titanosauria                                                     |
|            |                                                                  |

|  | Brachiosauridae |
|  |                 |
|  | Titanosauria    |
|  |                 |

## Vanjske poveznice
- Sauropodomorpha: Pregled  Arhivirana inačica izvorne stranice od 15. siječnja 2005. (Wayback Machine), od Palæos.
- Sauropodmorpha  Arhivirana inačica izvorne stranice od 2. srpnja 2019. (Wayback Machine), od Kada su dinosauri vladali Texasom, Jon A. Baskin.
- Geol 104 Dinosaurs: Povijest: Sauropodomorpha: Veličina je važna, Thomas R. Holtz Jr., s Univerziteta u Marylandu.
- Sauropodomorpha: prosauropodi i sauropodi  Arhivirana inačica izvorne stranice od 21. prosinca 2004. (Wayback Machine)